# 쓰기촌
쓰기촌(津木村)은 와카야마현 아리다군에 있던 촌이다. 현재의 히로가와정의 동반에 해당한다.

## 역사
- 1889년 4월 1일 - 정촌제 시행에 의해 3촌의 구역을 가지고 성립하였다.
- 1955년 4월 1일 - 미나미히로촌, 히로정과 합병해 히로가와정이 성립하여, 동일 쓰기촌은 폐지되었다.

## 참고문헌
- 角川日本地名大辞典 30 和歌山県